# 希望の泉

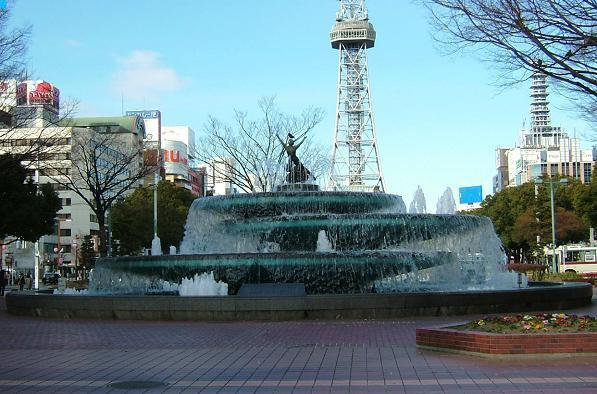
希望の泉

希望の泉（きぼうのいずみ）は、愛知県名古屋市中区栄の久屋大通公園、名古屋テレビ塔南側、錦通と広小路通に挟まれた希望の広場にある噴水。

## 概要
直径20mの噴水池上に、円形の水盤が3枚、中心を外して入れ違いに積み上げられ、それぞれの水盤と噴水池から水を噴出する構造になっている。最上盤の水盤には、館野弘青の裸婦ブロンズ像が取り付けられている。
名古屋テレビ放送（当時の商号：名古屋放送。愛称：メ〜テレ）が、1969年（昭和44年）に名古屋市に寄贈した。泉の銘は、当時の神谷正太郎社長の手によるものである。

## 最寄り駅
- 名古屋市営地下鉄東山線・名城線 栄駅
- 名鉄瀬戸線 栄町駅

## その他
1969年（昭和44年）から1980年（昭和55年）の名古屋テレビのオープニング・クロージングフィルムにはこの噴水が登場している。旧社屋の正面には希望の泉のミニチュア版もあったが、旧社屋と共に取り壊されている。
中に立ち入ってはならないが、プロ野球中日ドラゴンズが優勝を決めるたびに、この泉にダイブする姿がしばしばテレビで放映されるようになっている。
一例として、2006年（平成18年）に中日ドラゴンズがリーグ優勝した際には、飛び込みを警戒して多数の警察官が周りを取り囲む、異様な光景が見られた。2007年（平成19年）の中日ドラゴンズ日本シリーズ優勝時にも多数のファンが希望の泉に飛び込んだ。また、希望の泉の中心にある銅像にファンが落合博満監督のユニフォーム（背番号：66）を着せ、更に中日の旗や応援タオルなどを持たせるなどをして、この銅像が名古屋市民の注目を集めることになる。